# Diócesis de Chiemsee
La diócesis de Chiemsee (en latín: Dioecesis Chiemensis y en alemán: Bistum Chiemsee) fue una circunscripción eclesiástica de la Iglesia católica en Alemania. Se trataba de una diócesis latina, sufragánea de la arquidiócesis de Salzburgo. Fue suprimida el 1 de abril de 1818 y reerigida en sede titular en enero de 2009. Además de su función episcopal, los obispos de Chiemsee tenían poder temporal, ya que Chiemsee era un principado eclesiástico dentro del Sacro Imperio Romano Germánico, el principado episcopal de Chiemsee.

## Territorio y organización

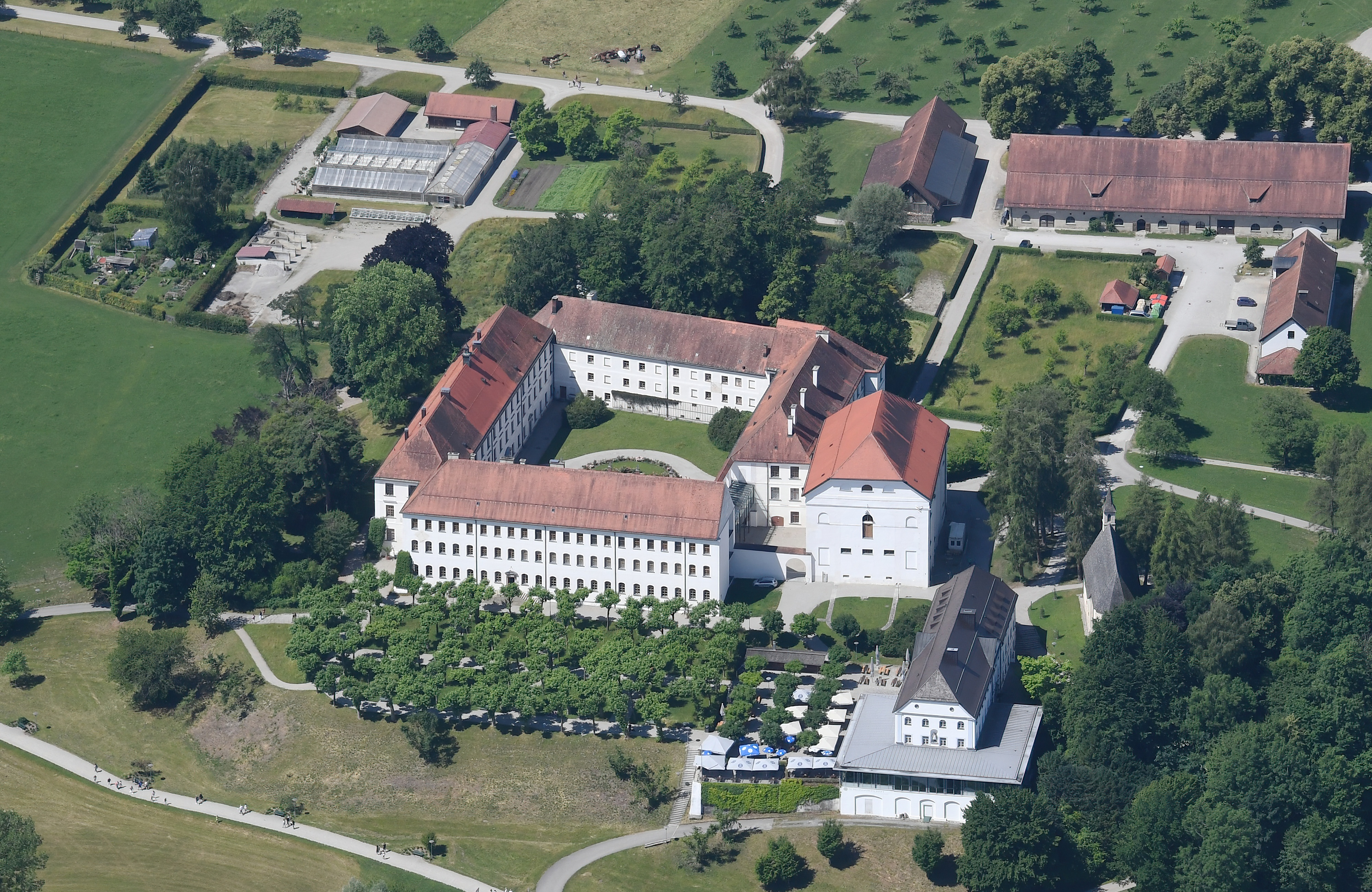
Monasterio de Herrenchiemsee

La diócesis extendía su jurisdicción sobre los fieles católicos de rito latino residentes en un área rodeada por la arquidiócesis de Salzburgo. Los límites de la diócesis se extendían desde el lago Chiem, a través del Achental y el Leukental, hasta el paso de Thurn en el Tirol y de vuelta al lago Chiem a través de la parte oriental del Brixental y el Söllandl. El Monasterio de Frauenchiemsee no formaba parte de la diócesis, sino que pertenecía a la arquidiócesis de Salzburgo.

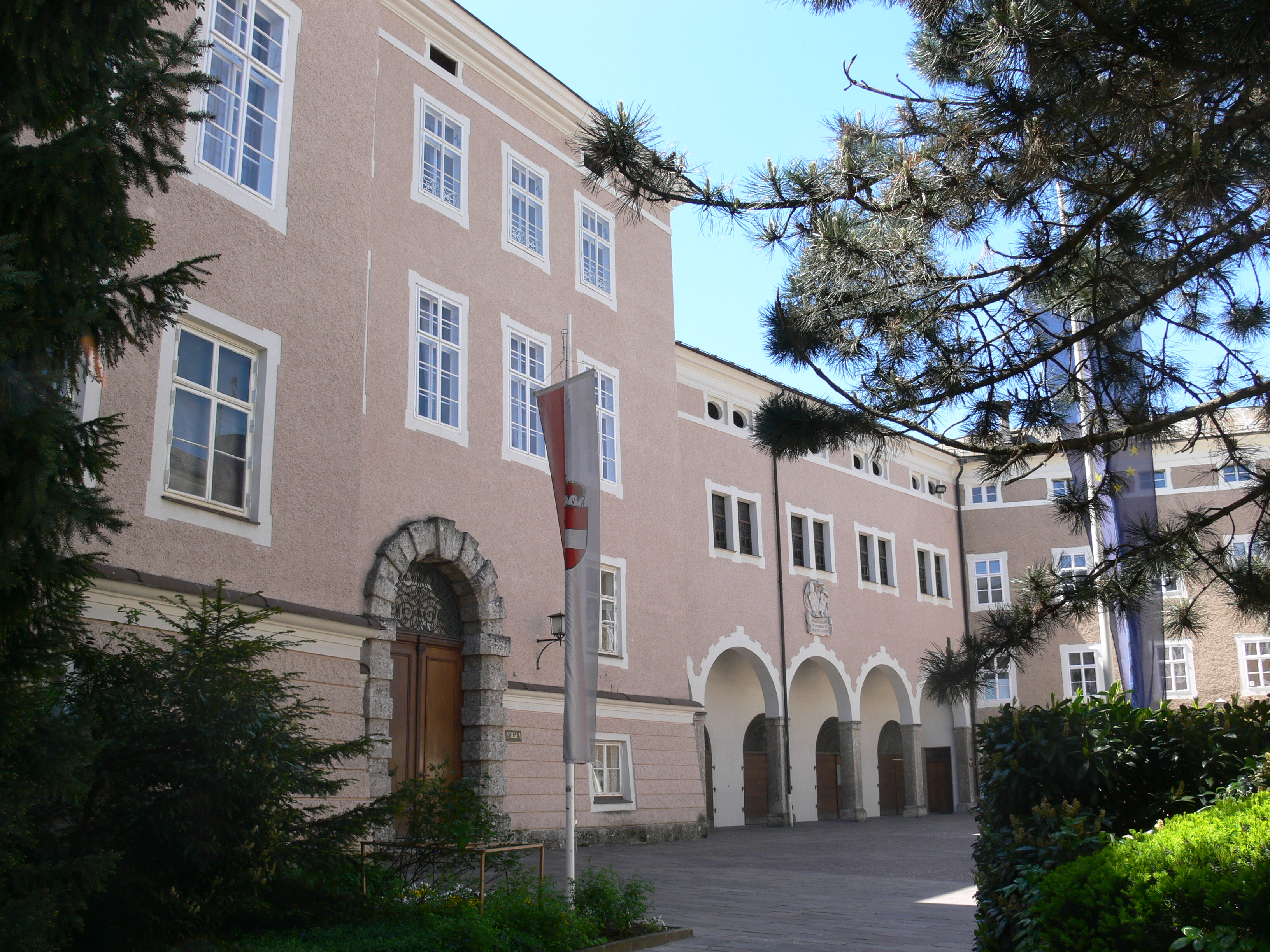
El edificio Chiemseehof en la ciudad de Salzburgo, desde el, palacio episcopal de los obispos de Chiemsee

La sede de la diócesis se encontraba en la isla de Herrenchiemsee, en el monasterio de Herrenchiemsee, agustino, fundado como abadía benedictina en el siglo VIII, cuya iglesia conventual se convirtió en la Catedral de San Sixto y San Sebastián o Catedral de la Isla. El monasterio de Herrenchiemsee, cuyos canónigos formaron el cabildo catedralicio, tenían a su cabeza estaba un preboste, que también era el archidiácono rector de la diócesis. Fue vendido a particulares, que en 1819/1820 demolieron parte de los edificios, convirtiendo al resto en una cervecería. Toda la isla fue adquirida por el rey Luis II de Baviera en 1873, que convirtió los restos del monasterio en su residencia, el viejo Palacio de Herrenchiemsee, mientras construía su pequeño Versalles, que no llegó a habitar. Tras un procesos de restauración la catedral fue abierta al turismo en 2021. El monasterio de la isla Frauenchiemsee no formaba parte de la diócesis, sino que pertenecía a la arquidiócesis de Salzburgo.
En 1216 en la diócesis existían 10 parroquias:
- 5 en Baviera: Herrenchiemsee, Prien am Chiemsee, Eggstätt, Söllhuben y Grassau;
- 5 en Tirol: Söll, Kirchdorf, St. Johann im Leukental, Brixen im Thale y St. Ulrich am Pillersee.[2]

En 1804 se agregó la parroquia de Aschau im Chiemgau separada de la de Prien am Chiemsee, por lo que llegó a 11 parroquias (con sus capellanías y beneficios), con un seminario, un monasterio de franciscanos capuchinos, 16 vicariatos y 10 curatos y cooperaturas. Desde 1312 la parroquia de Brixen perteneció políticamente al principado-arzobispado de Salzburgo y desde 1505 las parroquias de Kirchdorf, St. Johann, Söll y St. Ulrich pertenecieron al condado de Tirol, de modo que la diócesis finalmente se extendió sobre las esferas de influencia de tres principados territoriales. Además, con el tiempo, muchas otras propiedades dispersas pasaron a manos de los obispos de Chiemsee, como por ejemplo las propiedades de Bischofshofen en Pongau (donada en 1215) o Koppl al este de Salzburgo.

### Funcionamiento del obispado
La institución de la diócesis era, en opinión del arzobispo de Salzburgo, un método para gobernar más correctamente la arquidiócesis, que en ese período había conocido una notable expansión territorial y requería un control más amplio. Por esta razón, los obispos de Chiemsee eran considerados en su mayoría como hombres de confianza del arzobispo de Salzburgo, quien los nombraba personalmente, les confería la consagración episcopal y los investía formalmente con el cargo. Se trata de un privilegio concedido por la Santa Sede a los arzobispos de Salzburgo: «Archiepiscopus Salzeburgensis habet facultatem eligendi ad ecclesiam Chiemensis».
Localmente, el poder real en el obispado descansó en los archidiáconos que con el apoyo de los duques de Baviera limitaron el poder secular de los obispos, incluso impidiéndoles residir físicamente en el obispado. Desde el siglo XIV, el obispo de Chiemsee, teniendo diócesis propia, no residió habitualmente en ella, sino en la ciudad de Salzburgo, donde tenía su palacio episcopal, el Chiemseehof. 
El obispo de Chiemsee se consideró políticamente como un vasallo feudal del arzobispo de Salzburgo, que confirmaba su nombramiento y lo consagraba y entronizaba eclesiásticamente. El obispo de Chiemsee era por derecho propio miembro del capítulo de la Catedral de Salzburgo, donde tenía voz y voto activo en asuntos administrativos y actuaba entonces como obispo auxiliar del arzobispo, que también podía transferir los derechos episcopales a otros miembros de su curia. En comparación con el poder secular de otros obispos, el obispo de Chiemsee se encontraba siempre bajo la jurisdicción de su obispo metropolitano, el arzobispo de Salzburgo, y como vasallo suyo, tenía voz y voto en las asambleas del principado-arzobispado de Salzburgo, un Estado Imperial del Sacro Imperio Romano Germánico, pero no podía participar en la Dieta Imperial por no ser el propio obispado de Chiemsee un Estado Imperial a su vez. En el siglo XIV los obispos también tomaron conciencia de su posición y comenzaron a tener cada vez más influencia personal sobre la diócesis, separándose poco a poco de Salzburgo, aunque permaneciendo bajo la soberanía del metropolitano. Desde mediados del siglo XV los obispos de Chiemsee, aunque no tenían jurisdicción política real, también tenían el título de príncipes del Sacro Imperio Romano Germánico.

### Archidiaconado

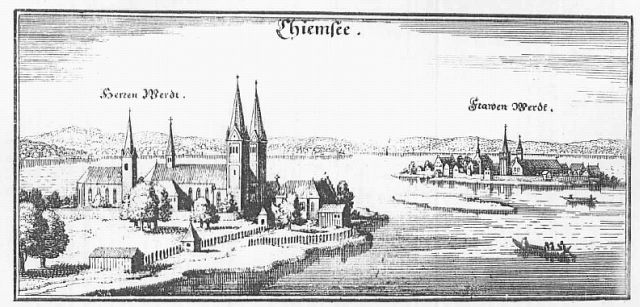
Grabado de los dos monasterios de Chiemsee en 1644, extraído de la Topographia Germaniae, de Mateo Merian. A la izquierda, la iglesia-catedral

La diócesis incluía en parte el archidiaconado de Chiemsee, en Salzburgo, que a partir de 1160 fue concedido a perpetuidad a los prebostes de Herrenchiemsee. En la misma creación del obispado de Chiemsee se estipuló no disminuir los derechos del archidiácono de Chiemsee, al mismo tiempo, deán (o presidente) del cabildo catedralicio del monasterio de Herrenchiemsee, cuyos canónigos pertenecían a la Orden de San Agustín. El patronazgo o señorío secular que se ejercía sobre los monasterios del lago Chiem correspondía al Ducado de Baviera. Obispos y archidiáconos mantenían un conflicto de competencias, en el que los de Baviera apoyaron siempre la posición del archidiaconado. 
Sólo después del fortalecimiento de los derechos episcopales que el Concilio de Trento instauró, podía el obispo ejercer toda su autoridad diocesana. En 1613 un claro conflicto judicial debilitó el poder episcopal y aumentó la del cabildo catedralicio de Chiemsee por la división del archidiaconado en una parte asociada al arzobispado salzburgués y otra al obispado chiemsiense. Mediante la creación en 1621 de un deanato en San Juan de Leukental, la influencia del archidiácono de Chiemsee se redujo de nuevo.
La creación de la diócesis en un mismo territorio determinó un conflicto de jurisdicción entre los prebostes y los obispos que se prolongó hasta el siglo XVII. En 1613 el arcediano de Chiemsee, en Salzburgo, fue adaptado territorialmente para coincidir con la diócesis y al mismo tiempo se crearon dos títulos de arcediano distintos. Así, el preboste de Herrenchiemsee, como archidiácono de Salzburgo, dependía del arzobispo de Salzburgo, y como archidiácono de Chiemsee, dependía del obispo de Chiemsee.

## Historia
Después del gran aumento de tamaño de la arquidiócesis de Salzburgo, cuando el arzobispo recibió el título de príncipe del Sacro Imperio Romano Germánico en 1213, la diócesis fue erigida oficialmente en 1215 por el arzobispo Eberardo II y recibió su primera confirmación papal durante el IV Concilio de Letrán en noviembre del mismo año. En esta obra, Eberardo siguió el modelo de algunos de sus predecesores quienes, por ejemplo, fundaron la diócesis de Gurk como diócesis personal, confiando parte de su propia inmensa arquidiócesis a uno de sus obispos auxiliares. El emperador Federico II aprobó esta concesión con la separación de la arquidiócesis de Salzburgo de las parroquias dependientes de los monasterios del lago Chiem. La fundación fue reconocida por el papa Inocencio III mediante la bula Super familiam del 28 de enero de 1216, con la que se fijaron los límites y el número de parroquias y se erigió la catedral.

### Final
En 1803 el arzobispo de Salzburgo Jerónimo de Colloredo-Mannsfeld fue despojado de su Estado Imperial, que fue secularizado mediante la ley conocida como Reichsdeputationshauptschluss que decretó la secularización de todos los principados eclesiásticos del Sacro Imperio Romano Germánico. El principado pasó a manos del gran duque Fernando III de Toscana. Este había perdido su gran ducado en 1801 a manos de Napoleón, y como compensación le fue ofrecido el antiguo arzobispado de Salzburgo, convertido ahora en Electorado de Salzburgo. El Electorado de Salzburgo fue moneda de cambio entre el Imperio napoleónico y el Imperio austriaco en la Paz de Presburgo de 1805. Salzburgo pasó a manos austriacas como pequeña compensación por las numerosas pérdidas territoriales que Francia impuso a Austria tras derrotarla en la Batalla de Austerlitz. Como resultado de la secularización los territorios diocesanos del obispado de Chiemsee pasaron a formar la diócesis del lago Chiemsee, primero adjunta al Electorado de Salzburgo y, después de que el último obispo Sigmundo Christoph von Zeil y Trauchburg renunciara a sus derechos en 1808, al Reino de Baviera. En 1817, el territorio de la diócesis de Chiemsee fue repartido entre la arquidiócesis de Múnich y Frisinga y la arquidiócesis de Salzburgo, desapareciendo el 1 de abril de 1818 por el Concordato entre el Reino de Baviera y la Santa Sede. 
En enero de 2009, el obispado de Chiemsee fue reconstituido por el papa Benedicto XVI como sede titular, pero permanece como vacante.

## Estadísticas
En 1804 tenía un total de 38 818 fieles católicos e incluía también el arcedianato de Chiemsee y el decanato de San Juan en Tirol.

## Episcopologio
De los 47 obispos de Chiemsee, el obispo más famoso fue Bertoldo de Chiemsee, nacido Berthold Pürstinger (1508-1525), teólogo y obispo auxiliar del arzobispo de Salzburgo, un humanista que utilizó su influencia para salvar a personas inocentes de la violencia de la corte de justicia de los arzobispos (unos concejales de la ciudad de Salzburgo en 1511 y campesinos en 1524).